# Shimizu (Hokkaidō)
Shimizu (清水町?) è una cittadina giapponese della prefettura di Hokkaidō.